# Celia Jiménez
Celia Jiménez Delgado (Alcaudete, 20 giugno 1995) è un'ex calciatrice spagnola, di ruolo difensore. Con la nazionale spagnola ha partecipato a due campionati mondiali e ad un campionato europeo.
Con la maglia della nazionale under 17 è stata campionessa d'Europa nel 2011.

## Carriera

### Club e calcio universitario
Jiménez inizia l'attività all'età di 6 anni, giocando con l'ADV Alcaudete prima e con il Real Jaén dopo, squadra quest'ultima nella quale, dopo aver giocato nelle giovanili, all'età di 14 anni viene aggregata alla prima squadra debuttando in Superliga, l'allora denominazione del livello di vertice del campionato spagnolo.
Nell'estate 2010 si trasferisce al Siviglia, giocando la prima stagione nella formazione B (riserve) e per le due successive nella ridenominata Primera División, dove contribuisce far raggiungere la salvezza alla propria squadra.
All'età di 18 anni decide di trasferirsi negli Stati Uniti d'America per cercare opportunità nel calcio professionistico, stabilendosi inizialmente in Iowa, a Council Bluffs, per frequentare l'Iowa Western Community College. Qui ha giocato nella squadra di calcio femminile dell'istituto, le Iowa Western Reivers, dal 2013 al 2014, anno in cui si diploma e si trasferisce in Alabama per continuare gli studi. In questo periodo disputa il campionato organizzato dal National Junior College Athletic Association (NJCAA), vincendolo alla sua prima stagione, con la squadra che in quella successiva giunge seconda assoluta. Nei due anni in cui indossa la maglia delle Iowa Western Reivers ha siglato 21 reti su 23 incontri disputati.
In Alabama, ha continuato ad affiancare l'attività agonistica con gli studi in ingegneria aerospaziale all'Università dell'Alabama, giocando nella squadra di calcio femminile universitario dell'ateneo, le Alabama Crimson Tide. Qui rimane tre anni, dovendo tuttavia saltare tutta la stagione 2016 per la rottura del legamento crociato subita poco dell'inizio del campionato.
Nel gennaio 2018, dopo essere stata scelta dal Seattle Reign come 36ª chiamata della quarta sessione, è diventata la prima giocatrice spagnola ad essere selezionata attraverso il draft per giocare nella National Women's Soccer League (NWSL), considerata la lega femminile più competitiva del mondo. Rimane, comunque, con le Crimson Tide fino all'estate e al conseguimento della laurea, per poi trasferirsi al Seattle Sounders, dove rimane in organico fino a fine stagione conclusa con la vittoria del campionato.
Nell'agosto 2018, a stagione conclusa, è tornata in Europa, firmando un contratto col Rosengård fino al termine dell'anno. Nel 2019 ritorna negli Stati Uniti da calciatrice professionista, firmando un contratto con il suo vecchio club che, nel frattempo, è stato rinominato Reign. Dal 2022 al 2024 ha giocato con l'Orlando Pride, militante nella NWSL. Con la formazione della Florida ha vinto nella stagione 2024 prima il NWSL Shield e poi il campionato NWSL, grazie alla vittoria dei play-off.
Il 7 novembre 2024 ha annunciato il ritiro dalle attività agonistiche.

### Nazionale
Jiménez inizia a essere convocata dalla Federcalcio spagnola dal 2009, chiamata dal tecnico federale Jorge Vilda nella formazione under 17. Con questa selezione ha collezionato 12 presenze, indossando anche la fascia di capitano. Ha partecipato all'Europeo 2011 di categoria, contribuendo alla vittoria del secondo titolo continentale da parte della Spagna, conquistato il 31 luglio 2011 dopo aver battuto in finale per 1-0 le pari età della Francia. Rimasta in quota anche per la stagione successiva, Vilda l'ha convocata anche per le qualificazioni all'Europeo 2012.
Dal 2012 Ángel Vilda Serrano la chiama in under 19, inserendola in rosa con la squadra che affronta le qualificazioni all'Europeo di Galles 2013. Il tecnico la impiega fin dal primo incontro della prima fase di qualificazione, debuttando nel torneo UEFA il 20 ottobre segnando una doppietta nell'incontro vinto dalle spagnole per 16-0 sull'Estonia. Si è ripetuta con altre due reti 2 giorni più tardi nella vittoria per 7-0 sulla Bulgaria. Jiménez condivide con le compagne il percorso della sua nazionale che, dopo aver passato il turno come seconda classificata nel gruppo 7 dopo la Finlandia, nella fase élite vinse un solo incontro su tre, mancando l'accesso alla fase finale. Diverso è l'iter della Spagna nel successivo torneo continentale. Rimasta in rosa anche per le qualificazioni agli Europei di Norvegia 2014, Jiménez viene impiegata da Jorge Vilda, che era intanto passato da responsabile della U-17 a quello della U-19, dalla fase élite, scendendo in campo in tutti i tre incontri, con la squadra che chiude al primo posto, da imbattuta, il gruppo 1 e accede così alla fase finale per la nona volta, comprese le due edizioni per formazioni Under-18. Ha poi fatto parte della rosa che ha partecipato alla fase finale nel paese scandinavo, venendo impiegata in tutti i cinque incontri disputati dalla squadra che, inserita nel gruppo B, dopo aver perso di misura contro l'Irlanda, ha vinto contro Svezia e Inghilterra; in semifinale ha superato per 2-0 la Norvegia, per poi perder la finale contro i Paesi Bassi, vittoriosi grazie all'unica rete di Vivianne Miedema.
Sempre del 2014 è la sua prima convocazione in nazionale maggiore da parte del commissario tecnico Ignacio Quereda, chiamata prima della doppia sfida del 13 e 17 settembre con Romania e Rep. Ceca valide per la qualificazioni al Mondiale di Canada 2015. Ha debuttato da titolare nella partita contro le ceche, giocando 25' prima di essere sostituita da Ruth García col punteggio sullo 0-0, incontro poi vinto allo scadere per 1-0 dalle spagnole.

## Palmarès

### Club
- National Women's Soccer League: 1

Orlando Pride: 2024
- NWSL Shield: 1

Orlando Pride: 2024

### Nazionale
- Campionato d'Europa under 17: 1

2011
- Cyprus Cup: 1

2018